# (2145) Blaauw
Pour les articles homonymes, voir Blaauw.
(2145) Blaauw est un astéroïde de la ceinture principale.

## Description
(2145) Blaauw est un astéroïde de la ceinture principale. Il fut découvert le 24 octobre 1976 à La Silla par Richard M. West. Il présente une orbite caractérisée par un demi-grand axe de 3,22 UA, une excentricité de 0,10 et une inclinaison de 15,0° par rapport à l'écliptique.

## Compléments